# 六甲山ホテル

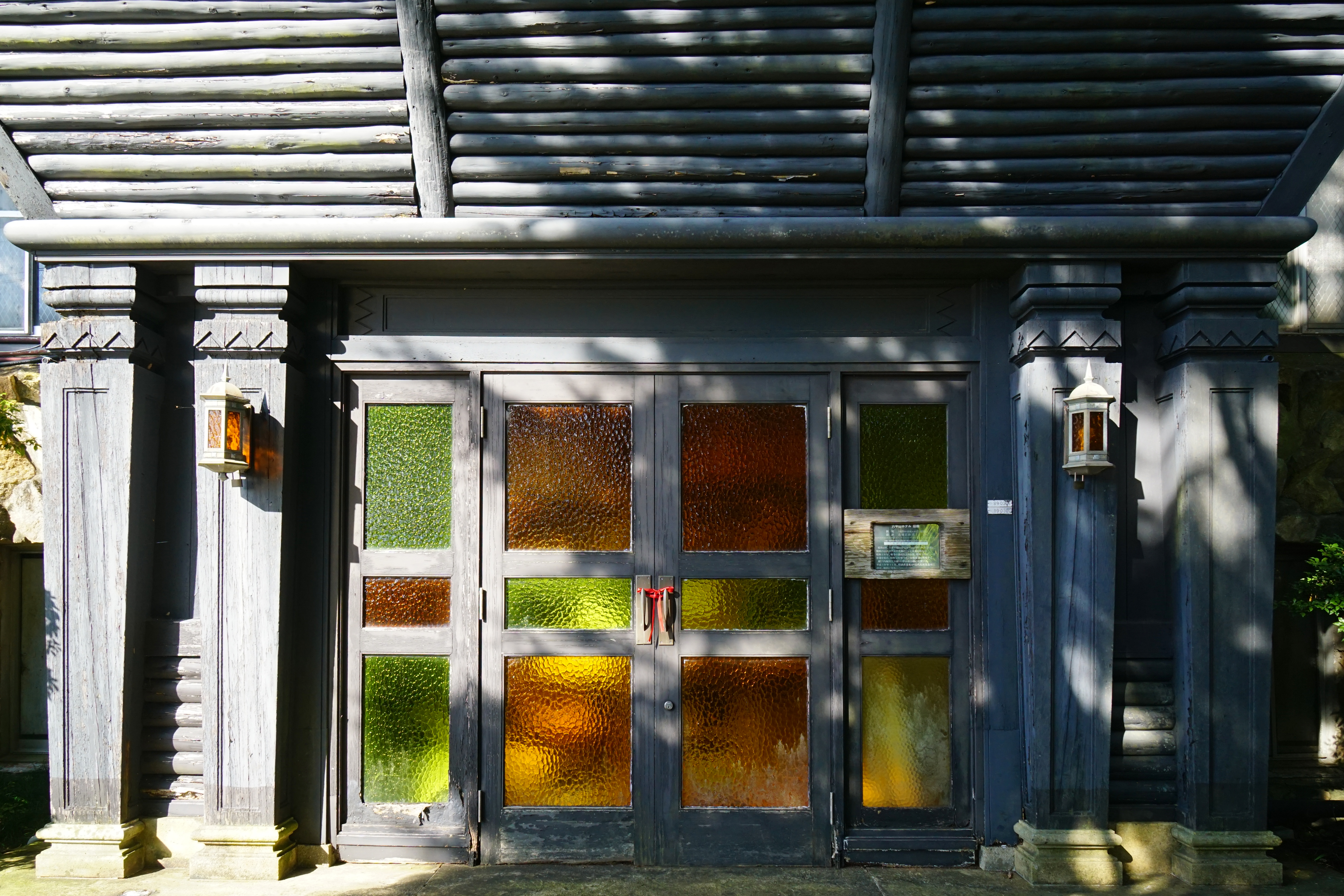
旧館玄関

六甲山ホテル（ろっこうさんホテル）は、兵庫県神戸市灘区に存在した阪急阪神第一ホテルグループのホテルである。本項では八光自動車工業が当館の施設を引き継いで改装後運営している六甲山サイレンスリゾート（ろっこうさんサイレンスリゾート）についても触れる。

## 概要
1929年、宝塚ホテルの分館として開業し、後年独立した。この開業とほぼ同時期に宝塚ホテルの施設を阪急が引き継いでいる。古塚正治設計による開業当時の建物が現存し、2007年に国の近代化産業遺産に認定された。2015年11月、この登録された旧館を含む一部建造物について耐震性の問題により2015年12月20日をもって営業終了することが発表された。
2016年8月25日に、阪急阪神ホテルズが六甲山ホテル事業を大阪市の輸入車ディーラー「八光自動車工業」へ譲渡することで合意した。10月3日に阪急阪神ホテルズの六甲山ホテル事業を新会社に分割し、資産及び各種認許可を新会社に承継、その後全株式の譲渡を行い、開発協議が整うまでは阪急阪神ホテルズが引き続き同ホテルの運営を行っていたが、2017年12月31日をもって六甲山ホテルとしての営業を終了した。その後八光自動車工業がホテルを取得。2017年9月時点では、旧館及び新館、チャペルの改修を行った後に旧館は2018年春～夏、新館及びチャペルは2019年に営業再開、ホテル名も「六甲山リゾートホテル（仮称）」と変更になるとされた。再開は当初予定より遅れ、2019年7月20日に「六甲山サイレンスリゾート」として旧館（カフェギャラリー等として利用）と展望レストランが再オープンした。再オープンに向けた改修の際に、ホテル時代末期には封をされていた正面玄関入ってすぐの階段が再発見され、元のスタイルに戻されている。
宝塚、神戸、有馬温泉などの阪急グループが推奨する観光地にバランスよく近い位置に存在する。また六甲山上に存在するため眺望（夜景）のよさも特徴としていた（ただし新館の高層階の南側および屋上のみ）。
宿泊施設に関しては、当館に隣接したエリアに円形状の建物「サイレンス・リング」を新設予定で、完成時期は2020年の時点では2021年とされていたが、2021年12月の時点では「2023年から2024年」に変更され、さらに2023年1月の時点では「数年後」、2024年7月の時点では「2027年 - 2028年」、と報じられている。

## 交通アクセス
- 六甲ケーブル線「六甲山上駅」から阪急バス六甲線、六甲摩耶スカイシャトルバス

## 主な施設
神戸観光の際の宿泊先以外に結婚式の会場として用いられることもあり、用途に応じた諸施設が備わっていた。
- フランス料理レストラン「レトワール」
- 日本料理「瀬戸」
- ジンギスカンレストラン「ジンギスカンテラス」
- カフェレストラン「サウスロード」※2015年12月20日で営業終了
- バーラウンジ「Top of Rokko」
- ブライダルサロン
- 写真室
- 衣裳室
- 着付室
- フラワーショップ
- パーティルーム
- 会議室
- ガーデンチャペル